# Cascades Sakaleona
Les cascades Sakaleona són les cascades més altes de Madagascar, amb una altura de 200 metres.
Estan situats al riu Sakaleona, a la regió de Vatovavy-Fitovinany, a uns 18 km del poble d'Ampasinambo i a uns 107 km de Nosy Varika.